# 2019年古巴憲法公投
2019年古巴共和國憲法公投在2019年2月24日於古巴舉行。2018年7月，古巴的全国人民政权代表大会通過新憲法草案，隨後交由公民投票決定是否通過新憲法。
2019年4月10日，古巴共产党中央委员会第一书记劳尔·卡斯特罗在第九届全国人民政权代表大会第二次特别会议上宣布根据公投结果新宪法正式生效。

## 憲法修改內容
公投題目原文为：（中文含义：“您是否批准共和国的新宪法？”）。新憲法的修訂方案包括：
- 認可私有財產
- 認可外國投資
- 重新設立總理一職（国家元首不再兼任政府首脑）
- 将國務委員會剥离全國人民政權代表大會体系，改为独立机构
- 市人民政权代表大会主席的职衔改为市长
- 由国家主席任命的省长、副省長需要獲得市级政府的批准
- 组成新的省级人民政权代表大会，省人大代表改由各市選派，取代目前由全民普选產生的省人大
- 就任国家主席的第一個任期時不得超過60歲
- 設下国家主席的任期限制，每屆任期為五年，最多連任一次
- 延長市级人民政权代表大会代表的任期至五年
- 禁止性別、種族、族群（英语：Ethnic hatred）、性取向、性別認同、殘疾（英语：Ableism）的歧視
- 在司法系統中恢復在1976年古巴憲法（英语：Constitution_of_Cuba#1976_Constitution）中刪除的无罪推定原则
- 容許被捕人士在逮捕後即時尋求法律顧問協助
- 容許公民因政府施政的损害而向政府寻求国家赔偿

憲法修正案草案原本包括取消婚姻必須是「一男一女之間」的限制，为同性婚姻合法化铺平道路，但有關計劃引起福音派教會反对，最終被移除。取而代之修改第八十二條的內容不再定義婚姻，而是使用“配偶”，公投版本規定，全国人民政权代表大会必須在兩年內再向民眾展開諮商工作，創制新的家庭法，須公投才能生效。草案原本还删除了“向共产主义前进”的内容，改为“建设社会主义”，但在与民众协商后，最终提交公投的草案保留了前者。2018年7月21日，草案由国务委员会秘书Homero Acosta提交全国人民政权代表大会批准，再举行全国公民投票通过。全国人民政权代表大会随后于2018年7月22日批准了修宪，比预定提前了一天。大会宣布了一个广泛的咨询机制，允许公民就宪法修正案提出意见。咨询于8月13日开始，并于11月15日结束。
据官方资料，在全民咨询期间共举行135,000次会议，每一个会议由来自7,600个接受了专门培训的双人小组负责。古巴流亡者亦被邀请参加会议。在审议修订期间，通过了将于2019年2月24日举行新宪法公民投票，全民咨询亦于2018年8月13日如期举行，庆祝已故革命领袖菲德尔·卡斯特罗诞辰92周年。全民咨询按计划于2018年11月15日结束。《格拉玛报》于2018年12月1日报道，全国人民政权代表大会于12月21日对新宪法的草拟修正案进行正式表决。

## 結果
是次公投有超過784萬名選民參加投票，投票率逾84%。結果顯示九成人支持新憲法，令2018年憲法修正案獲大比數通過，古巴迎來超過40年來首部新憲法。

各省反对票比例

| 選項                                     | 票數      | %     |
| ---------------------------------------- | --------- | ----- |
| (＋)                                     | 6,816,169 | 90.61 |
| (－)反对                                 | 706,400   | 9.39  |
| 无效                                     | 325,774   | –     |
| 總數                                     | 7,848,343 | 100   |
| 已登記選民／投票率                       | 9,298,277 | 84.41 |
| 資料來源：格拉玛报（页面存档备份，存于） |           |       |

### 按省级行政单位
| 省级行政区                                                  | 支持      | 支持  | 反对    | 反对  |
| 省级行政区                                                  | 票数      | %     | 票数    | %     |
| ----------------------------------------------------------- | --------- | ----- | ------- | ----- |
| 阿尔特米萨省                                                | 314,356   | 91.00 | 31,099  | 9.00  |
| 卡马圭省                                                    | 473,335   | 91.68 | 42,955  | 8.32  |
| 谢戈德阿维拉省                                              | 283,004   | 93.68 | 19,108  | 6.32  |
| 西恩富戈斯省                                                | 248,007   | 92.21 | 20,964  | 7.79  |
| 格拉玛省                                                    | 507,351   | 91.92 | 44,585  | 8.08  |
| 关塔那摩省                                                  | 278,851   | 85.58 | 46,970  | 14.42 |
| 奥尔金省                                                    | 567,837   | 84.75 | 102,161 | 15.25 |
| 青年岛特区                                                  | 51,171    | 92.21 | 4,321   | 7.79  |
| 哈瓦那市                                                    | 1,235,178 | 89.34 | 147,380 | 10.66 |
| 拉斯图纳斯省                                                | 316,983   | 88.97 | 39,313  | 11.03 |
| 马坦萨斯省                                                  | 456,967   | 92.72 | 35,888  | 7.28  |
| 玛雅贝克省                                                  | 228,856   | 88.70 | 29,151  | 11.30 |
| 海外选民                                                    | 30,352    | 98.71 | 398     | 1.29  |
| 比那尔德里奥省                                              | 380,326   | 94.11 | 23,784  | 5.89  |
| 圣斯皮里图斯省                                              | 310,212   | 93.76 | 20,651  | 6.24  |
| 圣地亚哥省                                                  | 635,901   | 91.92 | 55,878  | 8.08  |
| 比亚克拉拉省                                                | 497,482   | 92.25 | 41,794  | 7.75  |
| 总有效票数                                                  | 6,816,169 | 90.61 | 706,400 | 9.39  |
| 资料来源: Consejo Electoral Nacional （页面存档备份，存于） |           |       |         |       |